# Access:d
Access:d è un album dal vivo del gruppo christian rock britannico Delirious?, pubblicato nel 2002.

## Tracce
- Disco 1

1. Access:d Part 1 (Touch) – 1:44
2. Deeper – 4:19
3. God's Romance – 5:54
4. My Glorious – 6:22
5. Access:d Part 2 (Blindfold) – 4:00
6. Love Is the Compass – 3:52
7. Touch – 5:03
8. Access:d Part 3 (Rain Down) – 4:21
9. Follow – 4:35
10. Happy Song – 3:37
11. Heaven – 4:55
12. History Maker – 8:40

- Disco 2

1. Bliss – 4:33
2. Show Me Heaven – 3:15
3. Sanctify – 4:43
4. I Could Sing Of Your Love Forever – 4:27
5. Take Me Away – 3:37
6. Fire – 3:56
7. Everything – 4:54
8. King of Fools – 3:23
9. Jesus' Blood – 4:35
10. Hang On To You – 5:50
11. Access:d Part 4 (If We'd Ask) – 1:45
12. Access:d Part 5 (Dance In The River) – 3:05
13. Access:d Part 6 (Lord You Have My Heart) – 2:27
14. Investigate – 8:12